# Meseta iraní
La meseta iraní, meseta irania o meseta persa (del farsí: فلات ایران) es una formación geológica localizada en el suroeste de Asia, Asia meridional y la región del Cáucaso. Es parte de la placa euroasiática que se extiende entre la placa arábiga y la placa índica, situada entre los montes Zagros, en el oeste, el mar Caspio y el Kopet Dag, al norte, el estrecho de Ormuz y el mar Arábigo, al sur, y el Hindú Kush, al este, pudiéndose diferenciar en este límite oriental de la meseta de Irán los montes Suleimán, los montes Makrán y los montes centrales de Afganistán.
Como una región histórica, incluye Partia, Media y Persia oriental, el corazón de la Gran Persia (principalmente Irán, Afganistán y Pakistán Oeste del río Indo).
Los montes Zagros forman el límite occidental de la meseta, y sus laderas orientales pueden incluirse en el término. La Encyclopedia Britannica excluye expresamente las "tierras bajas del Juzestán" y caracteriza Elam como un territorio que abarcaba «la región desde la llanura mesopotámica hasta la meseta iraní».
Desde el Caspio, en el noroeste, hasta Beluchistán, en el sureste, la meseta iraní se extiende alrededor de 2.000 km. Abarca la mayor parte de Irán, Afganistán y una parte significativa de Pakistán, una región en líneas generales marcada por un cuadrángulo cuyas aristas serían las ciudades de Tabriz, Shiraz y Kabul y que alcanza alrededor de 3,7 millones de kilómetros cuadrados. A pesar de llamarse «meseta», está lejos de ser plana, ya que en ella hay varias cadenas montañosas —siendo su cumbre el Damavand en los montes Elburz a 5.610 m s. n. m.— y depresiones —como la cuenca de Lut, al este de Kermán, en Irán central, por debajo de 300 metros.

## Geografía
La meseta persa, en geología, se corresponde con una zona geográfica al norte de los grandes cinturones de montañas plegadas que resultan de la colisión de la placa arábiga con la placa euroasiática. En esta definición, la meseta iraní no cubre el suroeste de Irán. Se extiende desde la provincia de Azerbaiyán Oriental en el noroeste de Irán hasta Afganistán y el suroeste de Pakistán. También incluye partes menores de las repúblicas exsoviéticas de Azerbaiyán y Turkmenistán. Sus cadenas montañosas pueden dividirse en cinco principales subregiones:
- Cadenas del noroeste de  Irán: Sabalan (4.811 m).

- Montes Elburz: Damavand (5.610 m).

- Meseta iraní central: Kūh-e Hazār (4.500 m) y Kuh-e Jebal Barez.

- Cadenas iraníes orientales: Kopet Dag (Kuh-e Siah Khvani 3.314 m y cadena Eshdeger 2.920 m).

- En el Beluchistán: Sikaram (4.755 m Kuh-e Taftan 3.941 m y Zargun 3.578 m).

En esta región son singulares los lagos estacionales del desierto, o de áreas pantanosas, conocidos como hamun. Las principales depresiones son:
- Desierto de Kavir.
- Desierto de Lut.
- Lago Hamún, donde desagua el río Halil.
- Gavjuní, un lago pantanoso donde desagua el río Zayandeh.
- Cuenca del Sistán, con varios lagos o hamun, donde desagua el río Helmand.

### Hidrología
El único río navegable entre el Indo y el Éufrates es el río Karun, del cual sólo se utilizan 180 km. Este río fluye desde las montañas de Chaharmal y Bakhtiari; de la misma cadena montañosa también se origina otro río llamado Zayandeh Rud, que contribuye a la prosperidad de Isfahán. 
El río Aras es otro río de la meseta iraní, que forma la frontera entre Irán y Rusia en el noroeste de esta tierra. El río interior más largo de Irán se llama Qazlawzan, al cual en la antigüedad se le llamaba Amardis. Este río, después de entrar en Hashturud cerca del puente Manjal, toma el nombre de Safydrud y desemboca en el mar Caspio al este de Rasht. Otro río se llama Tagan, y también se llama río Harirud porque pasa por Herat en Afganistán, y el Kashrud es uno de sus afluentes que desemboca en Harirud, al norte de Mashhad. Hirmand o Helmand es otro río en el sureste de Irán. Este río se origina en el monte Baba en Afganistán y desemboca en el lago Hamun. La frontera nororiental de la meseta iraní era el río Amu Darya en Asia Central.

## Geología
La región meseteña de Irán primariamente formada de terrenos gondwanos acrecionarios entre la plataforma de Turan al norte y la principal avanzadilla de los Zagros, la zona de sutura entre la placa arábiga que se mueve hacia el norte y el continente euro-asiático, se llama la meseta iraní. Es una región geológicamente bien estudiada debido al interés general en la zona de colisión continental, y debido a la larga historia de Irán de investigación en geología, particularmente en geología económica (aunque las principales reservas petrolíferas de Irán no se encuentran en la meseta).
La meseta iraní es una porción de tierra de forma triangular situada entre el Golfo Pérsico y el Mar de Omán, al sur, y el Mar Caspio, al norte, que sirve de puente entre Asia Central y otras mesetas de Asia occidental y Europa. 
La meseta iraní, que cubre la mayor parte de Irán, Afganistán y Pakistán, parece haber experimentado un desarrollo similar en toda su extensión durante la evolución de la Tierra. Tras la ruptura del supercontinente de Gondwana en varios pedazos, la meseta iraní, al igual que los demás pedazos, comenzó a alejarse del supercontinente, formando así el Mar de Tethys, que duró decenas de millones de años hasta que finalmente alcanzó las costas meridionales de Laurasia a principios del Cenozoico. El punto de colisión se produjo en las llanuras costeras de Touran. Sin duda, la historia geológica de la Meseta iraní es una de las más interesantes y complicadas sobre la faz de la Tierra, ya que la Meseta iraní por sí sola experimentó numerosos y diversos acontecimientos y fenómenos geológicos. Muchos geólogos han presentado diferentes teorías sobre la historia de la Meseta iraní desde el momento en que se separó de Gondwana hasta su colisión con Laurasia. Tras la acreción de la Meseta iraní a Laurasia se produjeron algunos acontecimientos geológicos  significativos. Debido a la dirección general de desplazamiento de África hacia Laurasia y también a la continua presión ejercida por la Meseta iraní sobre este supercontinente, se han producido varias fases orogénicas. La separación del subcontinente indio de Gondwana y su colisión con Asia (que dio lugar a la formación de las grandes montañas del Himalaya) provocó el cierre del mar de Tethys al este de la meseta iraní. Otro factor que desempeñó un papel importante en la formación definitiva de Irán fue la expansión del Mar Rojo. El movimiento hacia el norte de la Placa de Arabia y la presión ejercida contra Irán y Turquía provocaron la aparición de nuevos fenómenos geológicos. 
Al colisionar con la Placa iraní, la Placa arábiga se hundió bajo la Placa iraní y dio lugar a diversos episodios geológicos y topográficos, como la formación de los Montes Zagros y otras cordilleras paralelas. Esta colisión debe considerarse de tipo continente-continente. Los geólogos creen que el gran espesor de la corteza continental iraní en la zona norte de los Zagros es el resultado del hundimiento de la Placa Arábiga bajo la Placa Iraní. En la actualidad, la Placa Arábiga sigue empujando contra la Placa Iraní, y los recientes terremotos en el suroeste del país son el resultado de dicho movimiento. La colisión de la meseta iraní con Asia se produjo probablemente a principios del Mesozoico, a lo que siguieron numerosos desarrollos geológicos y biológicos . En este periodo se produjeron nuevos plegamientos en Alborz e Irán Central, así como en los Montes Zagros. Antes del desprendimiento de la meseta iraní, Gondwana estaba más cerca del Ecuador y experimentaba un clima cálido . Las características de los fenómenos experimentados por la Meseta iraní provocaron la aparición de numerosas diversidades morfológicas y climatológicas, cada una de ellas con un mecanismo específi co. Cada uno de estos fenómenos dio lugar a la formación de una variedad de recursos naturales y diversidades biológicas. 
La meseta iraní entró en una nueva condición climática una vez unida a Asia. Bajo la nueva circunstancia, muchas especies biológicas que no podían adaptarse a la nueva condición desaparecieron gradualmente, y la susceptible meseta iraní fue ocupada por la fauna y la flora de la vecina Touran y de Europa. Mucha de la fauna y flora inmigrantes del noreste de Touran entraron en la Meseta iraní y se extendieron hasta el sur; la fauna y flora europeas también se extendieron por la puerta noroeste y se asentaron en las zonas adecuadas para ellas. Aunque la Meseta iraní consiguió conservar parte de su biota a lo largo de estos incidentes, se vio fuertemente afectada por las comunidades entrantes de Touran y, en cierta medida, por las europeas. Aunque conservó parte de su fauna y fl ora anteriores, el aspecto natural de la biota acabó transformándose hasta parecerse más al de Laurasia.

## Clima
El clima de la meseta iraní es seco, sus inviernos son fríos y secos y sus veranos son muy calurosos y abrasadores. En invierno, en las zonas llanas de la meseta, la temperatura a veces baja hasta algunos grados bajo cero. Pero esta situación siempre se ve en las zonas montañosas. También soplan vientos regulares desde fuera de la meseta hacia esta tierra. El viento del noroeste tras cruzar el mar Mediterráneo y Siria, se adentra en la meseta iraní y toma ruta hacia la India. Los vientos del sureste soplan desde el Océano Índico y cruzan la meseta en línea inclinada contra los vientos del noroeste. Los vientos antes mencionados son más intensos en primavera y verano y los vientos del noroeste en otoño e invierno, y en ambos casos producen corrientes rápidas y fuertes. En algunas zonas de la meseta hay vientos especiales, el más famoso de los cuales es el viento de Sistán, que dura 120 días. La velocidad de estos vientos alcanza los 60 kilómetros por hora. En el oeste de la meseta iraní llueve entre 500 y 600 mm, en el noroeste de la meseta iraní llueve entre 250 y 500 mm y en el norte de la meseta iraní, que son las tierras del sur del Mar Caspio. Existe una gran variación resultante de las abundantes precipitaciones de aproximadamente 1.200 a 1.500 mm, 900 mm en Mazandaran , 50 a 110 mm en el sureste de la meseta iraní y 150 mm en el sur.

## Historia
En la Edad del Bronce, Elam se extendía a lo largo de los montes Zagros, conectando Mesopotamia y la meseta persa. Los reinos de Aratta conocidos por fuentes cuneiformes podían haberse ubicado en la meseta iraní central.
En la antigüedad clásica la región fue conocida como Persia, debido a la dinastía Aqueménida persa, originaria de la Persia en sí, o Fars.
La Erān persia media (de donde deriva el moderno persa Irān) comenzó a usarse en referencia al estado (más que como una denominación étnica) desde el período sasánida.

## Arqueología
En la meseta iraní se desarrollaron ciertas culturas prehistóricas, siendo los principales yacimientos arqueológicos los siguientes:
- Civilización de Jiroft, en la meseta iraní central:
  - Shahr-i Sokhta
  - Konar Sandal
  - Tepe Yahya
- Civilización del río Zayandeh
- Tappeh Sialk

## Flora
La meseta cuenta con bosques históricos de robles y álamos. Los bosques de roble se encuentran en los alrededores de Shiraz. También se encuentran álamos, olmos, fresnos, sauces, nogales, pinos y cipreses, aunque estos dos últimos son raros. A partir de 1920, el álamo se cosechaba para fabricar puertas. El olmo se utilizaba para los arados. Otros árboles como la acacia, el ciprés y el olmo de Turkestán (Ulmus pumila 'Pinnato-ramosa') se utilizaban con fines decorativos. En cuanto a las flores, en la meseta pueden crecer lilas, jazmines y rosas. Son comunes el espino y el Cercis siliquastrum, ambos utilizados para la cestería.

## Fauna
En la meseta abunda la fauna, como leopardos, osos, hienas, jabalíes, íbices, gacelas y muflones. Estos animales se encuentran sobre todo en las montañas boscosas de la meseta. Las costas del mar Caspio y del Golfo Pérsico albergan aves acuáticas como gaviotas, patos y gansos. En el semidesierto hay ciervos, erizos, zorros y 22 especies de roedores, y en Baluchistán viven ardillas de palma y osos negros asiáticos.
Una gran variedad de anfibios y reptiles, como sapos, ranas, tortugas, lagartos, salamandras, corredores, serpientes rata (Ptyas), serpientes gato (Tarbophis fallax) y víboras, viven en la región de Baluchistán y en las laderas de los montes Elburz y Zagros. En el Golfo Pérsico viven 200 variedades de peces. En el mar Caspio se encuentran 30 especies del pez comercial más importante, el esturión.

## Economía
En la meseta iraní se cosechan árboles para fabricar puertas, arados y cestas. También se cultiva fruta. En el siglo XX eran habituales las peras, las manzanas, los albaricoques, los membrillos, las ciruelas, las nectarinas, las cerezas, las moras y los melocotones. Las almendras y los pistachos son comunes en las zonas más cálidas. También se cultivan dátiles, naranjas, uvas, melones y limas. Otros productos comestibles son las patatas y la coliflor, que eran difíciles de cultivar hasta que la colonización europea trajo consigo mejoras en el riego. Otras hortalizas son la col, los tomates, las alcachofas, los pepinos, las espinacas, los rábanos, las lechugas y las berenjenas.
La meseta también produce trigo, cebada, mijo, judías, opio, algodón, alfalfa y tabaco. La cebada se destina principalmente a la alimentación de los caballos. El sésamo se cultiva y se convierte en aceite de sésamo. En la zona de la meseta también se cultivan setas y maná de Persia desde 1920. La alcaravea se cultiva en la provincia de Kerman.

## Galería de imágenes

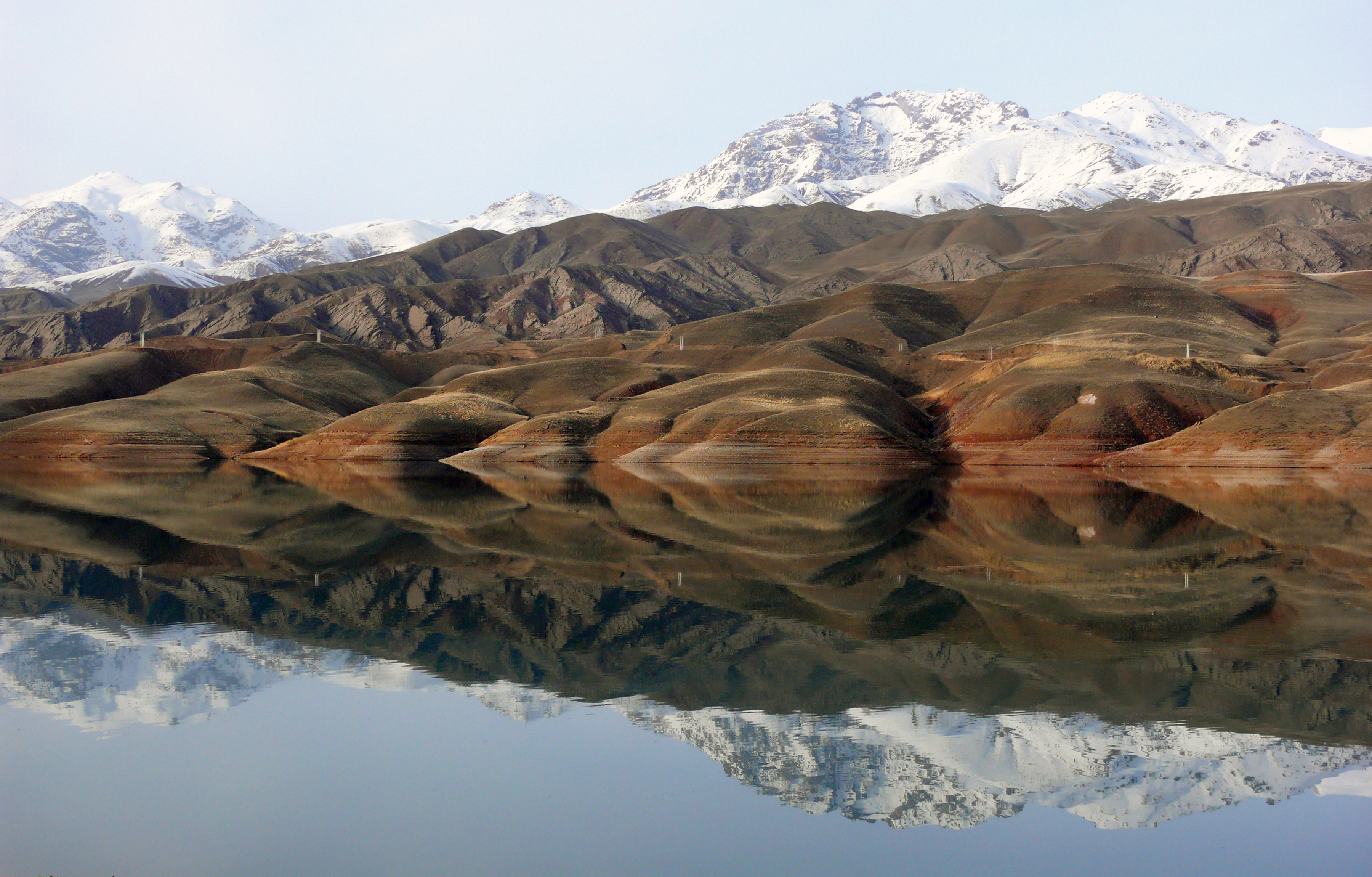
Lago Taleghan
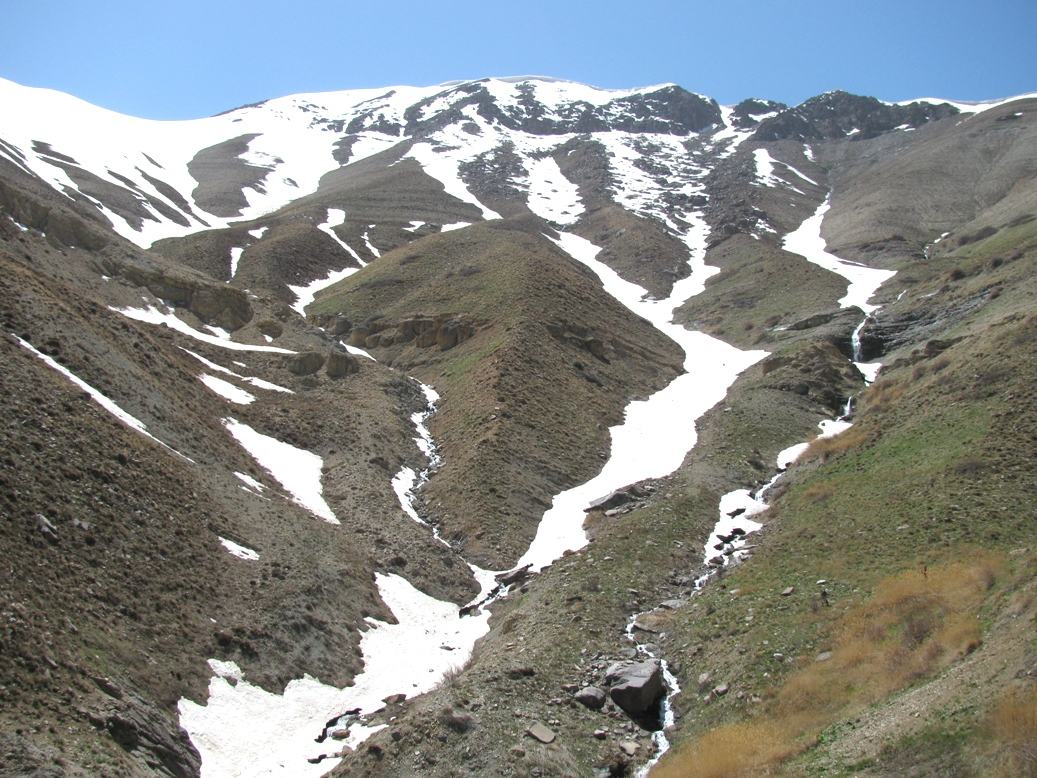
Pico Pahneh Hesar, al noroeste de  Teherán.
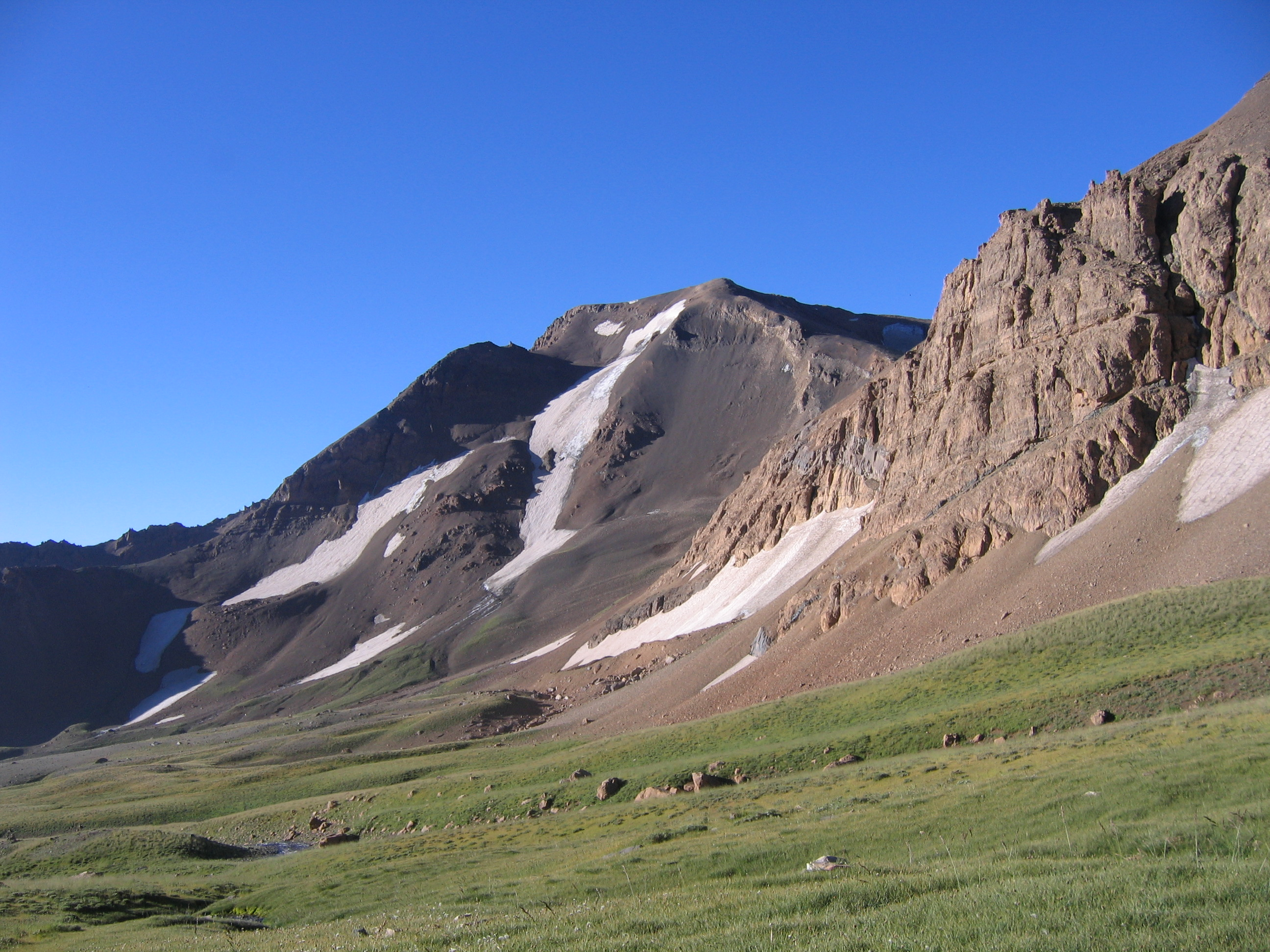
Paisaje cerca de Alam Kuh
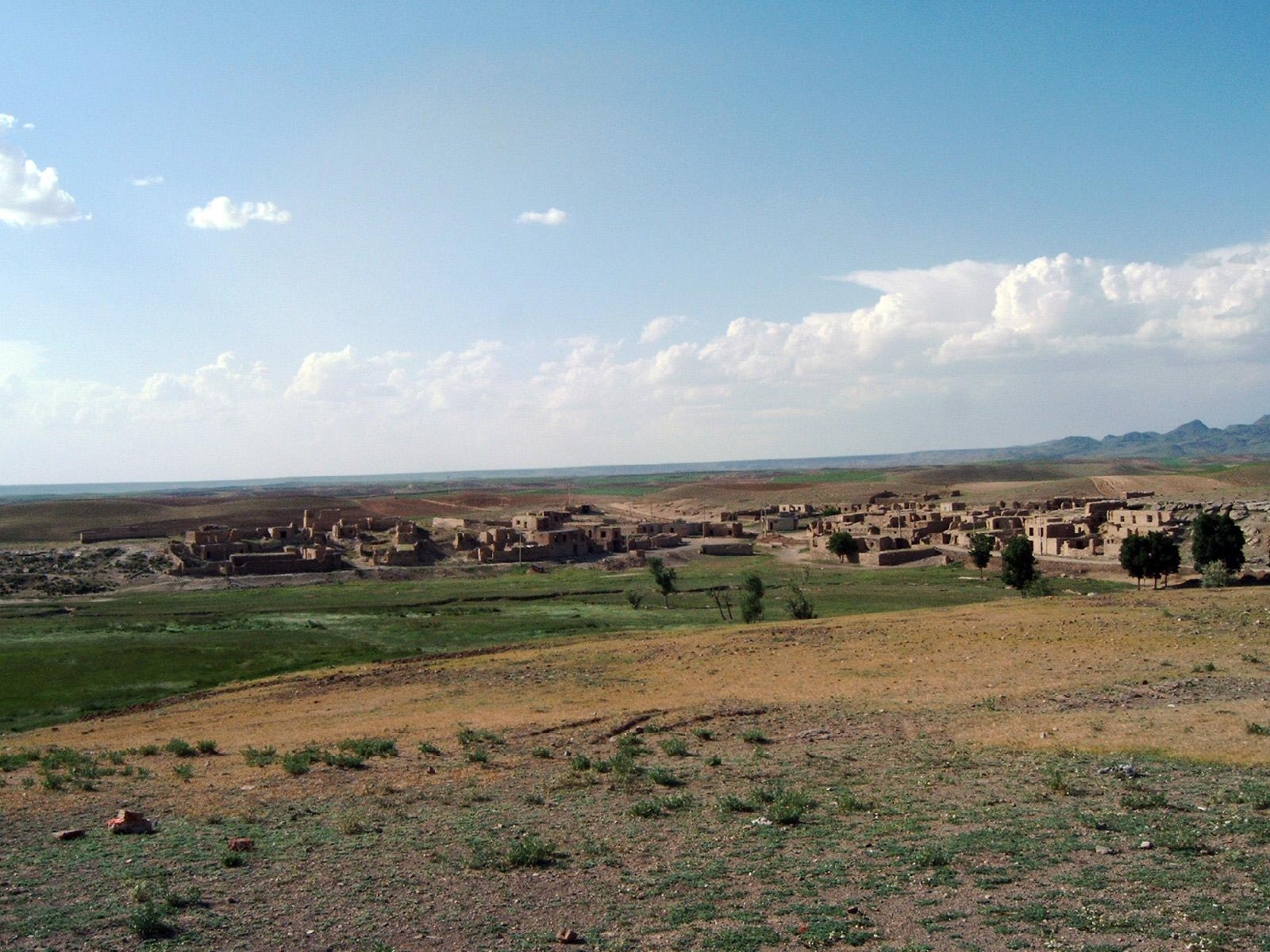
Pueblo abandonado en el Kurdistán
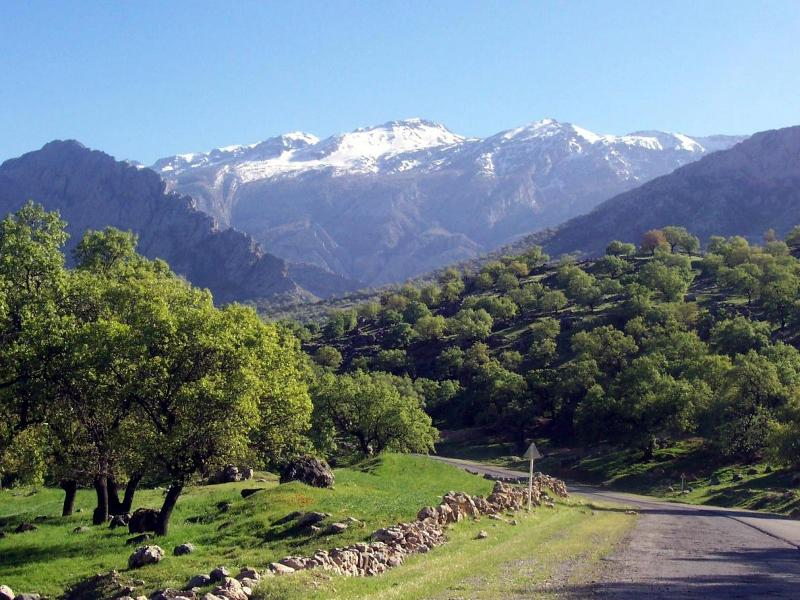
Paisaje en Shadegan